# Chan Čchi-te
Chan Čchi-te (čínsky pchin-jinem Hán Qǐdé, znaky zjednodušené 韩启德; * červenec 1945) je bývalý čínský lékař–kardiolog, pedagog a politik. Studoval v Šanghaji, Si-anu a USA, působil na Pekingské lékařské univerzitě, kterou v letech 2000–2002 i řídil a pak na Pekingské univerzitě, od roku 1997 je členem Čínské akademie věd. Je členem Společnosti 3. září, jedné z menších politických stran v Čínské lidové republice a v letech 2002–2017 ji vedl; současně v letech 2003–2013 zastával funkci místopředsedy stálého výboru Všečínského shromáždění lidových zástupců (parlamentu) a poté do roku 2018  [místopředsedy celostátního výboru Čínského lidového politického poradního shromáždění.

## Život
Chan Čchi-te se narodil v červenci 1945 v okrese Cch’-si na východě provincie Če-ťiang. V letech 1962–1968 studoval medicínu na První lékařské fakultě v Šanghaji. V letech 1968–1979 pracoval jako lékař v různých nemocnicích v okrese Lin-tchung v provincii Šen-si. Poté absolvoval tříleté  postgraduální studium na Sianské lékařské vysoké škole. Po ukončení studia vyučoval na Pekingské lékařské vysoké škole (resp. Pekingské lékařské univerzitě), na níž působil v ústavu cévní medicíny. V letech 1985–1987 působil na Emoryho univerzitě v USA, v letech 1989–1997 tam každoročně tři měsíce přednášel jako hostující profesor. Na Pekingské lékařské univerzitě zaujímal pozici viceprezidenta (1995–2000) a prezidenta (2000–2002). V roce 1997 byl zvolen členem Čínské akademie věd. Jako lékař se soustředil léčení kardiovaskulárních onemocnění a molekulární farmakologii, největších úspěchů dosáhl v oblasti výzkumu α1-adrenoreceptorů.
Po začlenění Pekingské lékařské univerzity do Pekingské univerzity roku 2002 ji i nadále vedl jako lékařskou fakultu Pekingské univerzity, krátce zastával funkci výkonného viceprezidenta Pekingské univerzity (2002–2003). Od roku 2001 byl místopředsedou a v letech 2006–2016 předsedou Čínské asociace pro vědu a techniku.
Vstoupil do jedné z menších politických stran Čínské lidové republiky, do Společnosti 3. září, od roku 1997 byl místopředsedou a v letech 2002–2017 předsedou jejího ústředního výboru. Současně zaujímal vysoké funkce v zákonodárných a poradních sborech Čínské lidové republiky jako místopředseda stálého výboru Všečínského shromáždění lidových zástupců (2003–2013) a místopředseda celostátního výboru Čínského lidového politického poradního shromáždění (2013–2018).